# 발링즈
발링즈(프랑스어: Balinger)는 중세 말기에 개발된 소형선의 일종이다. 돛과 노를 모두 사용했다. 프랑스 남부 바욘에서 포경선 용도로 개발된 것으로 추측된다. 1282년 에드워드 1세가 웨일스 앵글시섬을 정복할 때 이 배들을 사용했다. 15-16세기까지 사용되었다. 선수루가 없다는 것이 특징적이었다.  돛은 1대박이에 사각돛을 달거나 선수 제1사장에 묶은 돛을 달았다. 체급은 100 톤 이하고, 30개 이상의 노를 갖추었다. 주로 연안 교역용으로 사용되었으나 수송선으로 전용되면 40여명의 병사를 수송할 수 있었다.